# Barranco de la Plana II
Barranco de la Plana II es un abrigo que contiene pinturas rupestres de estilo levantino. Está situado en el término municipal de Mequinenza (Aragón), en España. A unos 100 metros arriba del anterior barranco, se localiza una diminuta visera sobre una pared vertical orientada al Sur, en la que aparecen varias representaciones pintadas en rojo: una figura de tipo cruciforme con dobles brazos y extremidades inferiores en forma de peana, junto a otras figuras incompletas de interpretación dudosa, todas ellas muy deterioradas por la presencia de coladas de agua.
El abrigo está incluido dentro de la relación de cuevas y abrigos con manifestaciones de arte rupestre considerados Bienes de Interés Cultural en virtud de lo dispuesto en la disposición adicional segunda de la Ley 3/1999, de 10 de marzo, del Patrimonio Cultural Aragonés. Este listado fue publicado en el Boletín Oficial de Aragón del día 27 de marzo de 2002. Forma parte del conjunto del arte rupestre del arco mediterráneo de la península ibérica, que fue declarado Patrimonio de la Humanidad por la Unesco (ref. 874-654 ). También fue declarado Bien de Interés Cultural con el código RI-51-0009509.